# Spotlight on Nilsson
| Recensione | Giudizio |
| ---------- | -------- |
| AllMusic   | [ 1 ]    |

Spotlight on Nilsson è il primo album di Harry Nilsson, pubblicato dalla Tower Records nel 1966.
Fatta eccezione per So You Think You've Got Troubles e Do You Believe, si tratta di una raccolta di brani che Nilsson aveva inciso per la Tower Records nel periodo 1964-1966 (due dei quali assieme al gruppo The Salvation Singers) ed erano stati già pubblicati su 45 giri.
Negli anni successivi l'album fu ristampato con titoli differenti: Early Years, Nilsson e Rock 'N Roll.

## Tracce
Lato A
1. The Path That Leads to Trouble – 2:08 (Johnny Cole) – Con i New Salvation Singers
2. Good Times – 1:50 (Harry Nilsson) – Con i New Salvation Singers
3. So You Think You've Got Troubles – 2:20 (Marvin Rainwater)
4. I'm Gonna Lose My Mind – 2:06 (Johnny Cole)
5. She's Yours – 2:02 (Harry Nilsson, J.R. Shanklin)

Lato B
1. Sixteen Tons – 2:29 (Merle Travis)
2. Born in Grenada – 2:16 (Harry Nilsson, John Marascalco)
3. You Can't Take Your Love (Away from Me) – 2:20 (Harry Nilsson)
4. Growin' Up – 2:48 (Harry Nilsson)
5. Do You Believe – 2:20 (Harry Nilsson)

## Musicisti
- Harry Nilsson - voce
- Perry Botkin, Jr. - arrangiamenti e conduttore musicale (brani: The Path That Leads to Trouble e Good Times)
- George Tipton - arrangiamenti (brani: I'm Gonna Lose My Mind I'm Gonna Lose My Mind e Sixteen Tons)